# Bukowiec (Zynie)
Bukowiec – część wsi Zynie w Polsce, położona w województwie lubelskim, w powiecie biłgorajskim, w gminie Księżpol.
W latach 1975–1998 Bukowiec administracyjnie należał do województwa zamojskiego.